# Kaplna (powiat Senec)
Kaplna (węg. Erzsébetkápolna) – słowacka wieś (obec), znajdująca się w kraju bratysławskim, w powiecie Senec.